# Dorfkirche Osternienburg

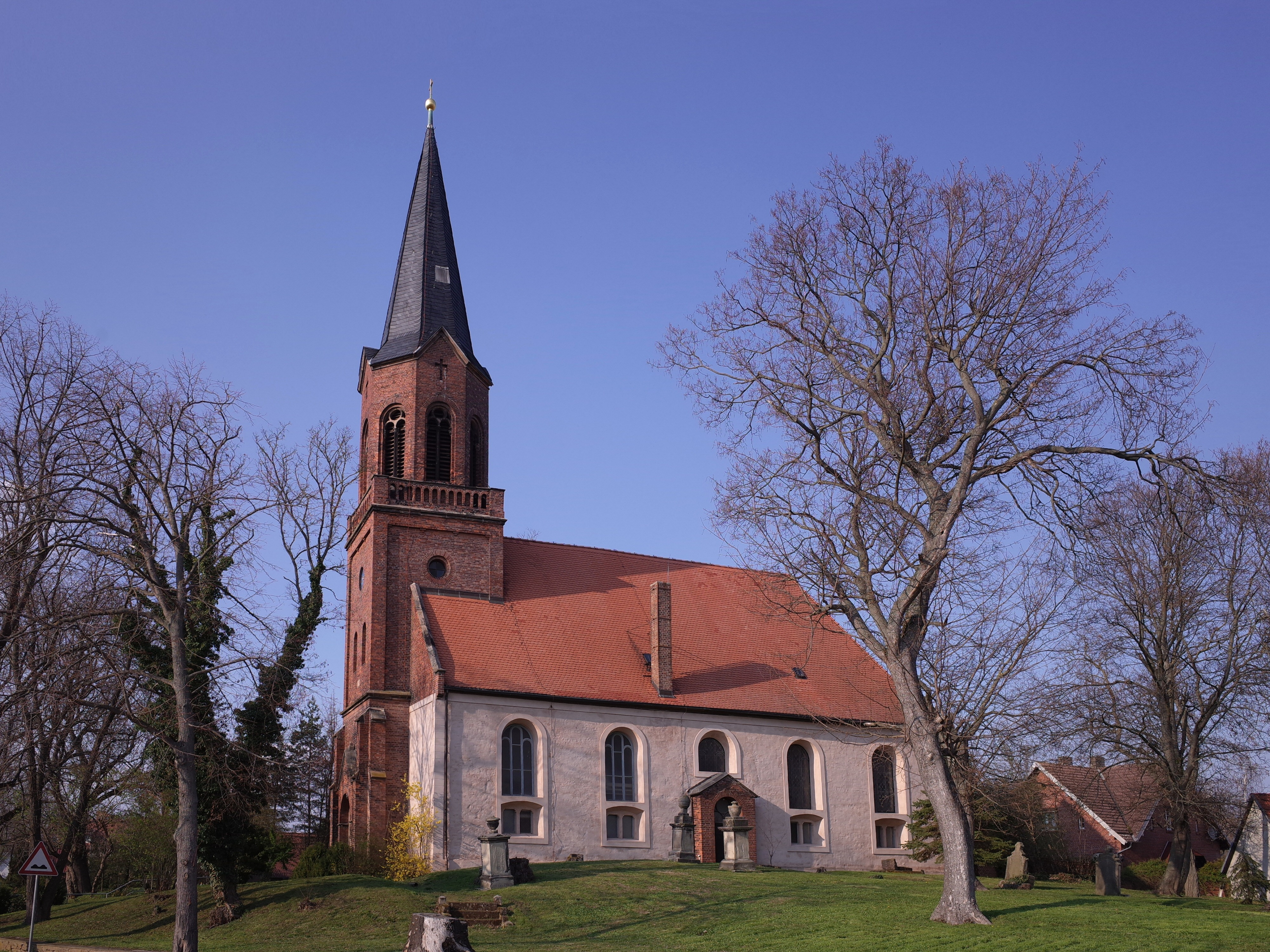
Dorfkirche Osternienburg

Die Dorfkirche von Osternienburg ist die evangelische Kirche von Osternienburg in der Einheitsgemeinde Osternienburger Land im Landkreis Anhalt-Bitterfeld in Sachsen-Anhalt. Der Sakralbau steht unter Denkmalschutz und ist im Denkmalverzeichnis mit der Erfassungsnummer 094 09996 als Baudenkmal eingetragen. Die Kirche gehört zum Pfarramt Osternienburg im Kirchenkreis Köthen der Evangelischen Landeskirche Anhalts.

## Lage
Auf einer kleinen Erhebung in der Ortsmitte, auf der sich auch einer der Dorfteiche und der alte Friedhof befinden. Diesen Hügel umfassen die Walter-Rathenau-Straße und die Schulstraße.

## Geschichte und Gestalt
Durch ihren neoromanischen Turm ist die Kirche heute – nach dem Abriss der Schornsteine des Werks der Deutschen Solvay-Werke AG und des Wasserturms – wieder das dominante Bauwerk des Dorfs. Das Schiff ist ein barocker Saalbau aus den Jahren 1718–1719, doch sind seine Fensteröffnungen wesentlich vom Umbau der Jahre 1876–1879 geprägt, bei dem auch der neue Kirchturm entstand. Dieser besitzt einen hohen Spitzhelm, den ein Kreuz bekrönt. Der Turm wurde vergleichsweise tief in das Schiff eingebaut. Das Schiff wurde aus Bruchstein-Mauerwerk errichtet, der Turm mit dem Westgiebel sowie der Südanbau für den Eingang in das Schiff hingegen aus Backstein.
Der Barockbau musste mehrfach repariert werden. So waren 1777 die Holzbalken verfault, und 1820 wurde das Dach umgedeckt. In den Jahren von 1831 bis 1847 fanden verschiedene Sanierungsmaßnahmen statt. So wurden das Dach und die Fenster repariert und das Innere geweißt. Im Jahr 1933 wurde die Kirche von Richard Degenkolbe (Halle) ausgemalt. Eine weitere Reparatur erfolgte im Jahr 1968. Zwei Fenster wurden im Jahr 2018 nach mehrjähriger Spendensammlung restauriert.

### Vorgänger
Sollte die Datierung der ältesten Glocke stimmen, dann wäre das erste Gotteshaus für das 12. Jahrhundert anzunehmen. Sie würde damit – wie etwa auch St. Germanus (Weißandt-Gölzau) – zu den älteren Kirchengründungen von Anhalt-Köthen gehören. Der Barockbau erhielt im Jahr 1786 einen Kirchturm mit einem Fachwerk-Obergeschoss, so dass die Kirche bis dahin vermutlich turmlos war. Finanziert wurde dieser Turm mit einer Spende des späteren Fürsten August Christian von Anhalt-Köthen. Zudem erlaubte er per Reskript vom 15. November 1786 dem Rektor aus Köthen, in der reformierten Kirche vierteljährlich das lutherische Abendmahl für die umliegenden Ortschaften abzuhalten. Dem ersten wohnte er mit seiner Frau persönlich bei, was als schönes Beispiel toleranter Gesinnung gepriesen wurde.

## Inneres und Ausstattung
Die ältesten erhaltenen Elemente der Kirche sind die Bronzeglocken. Die ältere soll aus dem 12. Jahrhundert stammen, die jüngere schuf Clawes Backmester (Magdeburg) im Jahr 1504. Haetge und Harksen, die noch eine dritte Glocke (aus dem 16. Jahrhundert) erwähnen, datieren sie allerdings eher auf die Zeit um 1300. Der Taufstein wird von ihnen in das 14. Jahrhundert verortet. Eine Reihe der Abendmahlgeräte (Kannen, Taufschüssel, Oblatenschale, Kelch) stammt aus dem 17. und 18. Jahrhundert. Ansonsten ist die Ausstattung (Altar, Kanzel) der Zeit des Umbaus im 19. Jahrhundert zuzuordnen. Der barocke Dachstuhl ist beim Umbau der 1870er Jahre mit vier Hängesäulen verstärkt worden. Der Kirchenraum ist flach gedeckt und besitzt eine dreiseitig umlaufende Empore.
Die Orgel befindet sich auf der Westempore und wurde 1880 von A. Nickol (Dessau) geschaffen. Ihr Vorgänger wurde zuletzt 1851 von A. Hoff (Dessau) repariert.
Eine Eichenholztafel erinnert an die Gefallenen des Ersten Weltkrieges. Im Jahr 2017 schenkten die Köthener Kunstmaler Steffen und Nadine Rogge der Kirche den Bilderzyklus Schöpfungswunder.